# Bom Jesus do Araguaia
Bom Jesus do Araguaia é um município brasileiro do estado de Mato Grosso. Sua população estimada em 2022 era de 7 280 habitantes. Possui um distrito chamado Planalto do Araguaia.

## Nome
O nome do município é uma homenagem ao santo padroeiro e à região onde está inserido o município - Araguaia.

## História
O município de Bom Jesus do Araguaia foi criado através da lei nº 7.174, de 29 de setembro de 1999, de autoria do deputado Humberto Bosaipo a partir de território desmembrado dos municípios de Ribeirão Cascalheira e Alto Boa Vista.
Quando a cidade era distrito, o deputado Bosaipo enviou o projeto de lei nº 155/95 à Assembleia Legislativa onde, argumentava em favor da urgência da criação da nova unidade municipal, pois, segundo ele, ″... o movimento pela sua emancipação política cresce dia a dia com adesão de todas as forças políticas e sociais daquela comunidade".

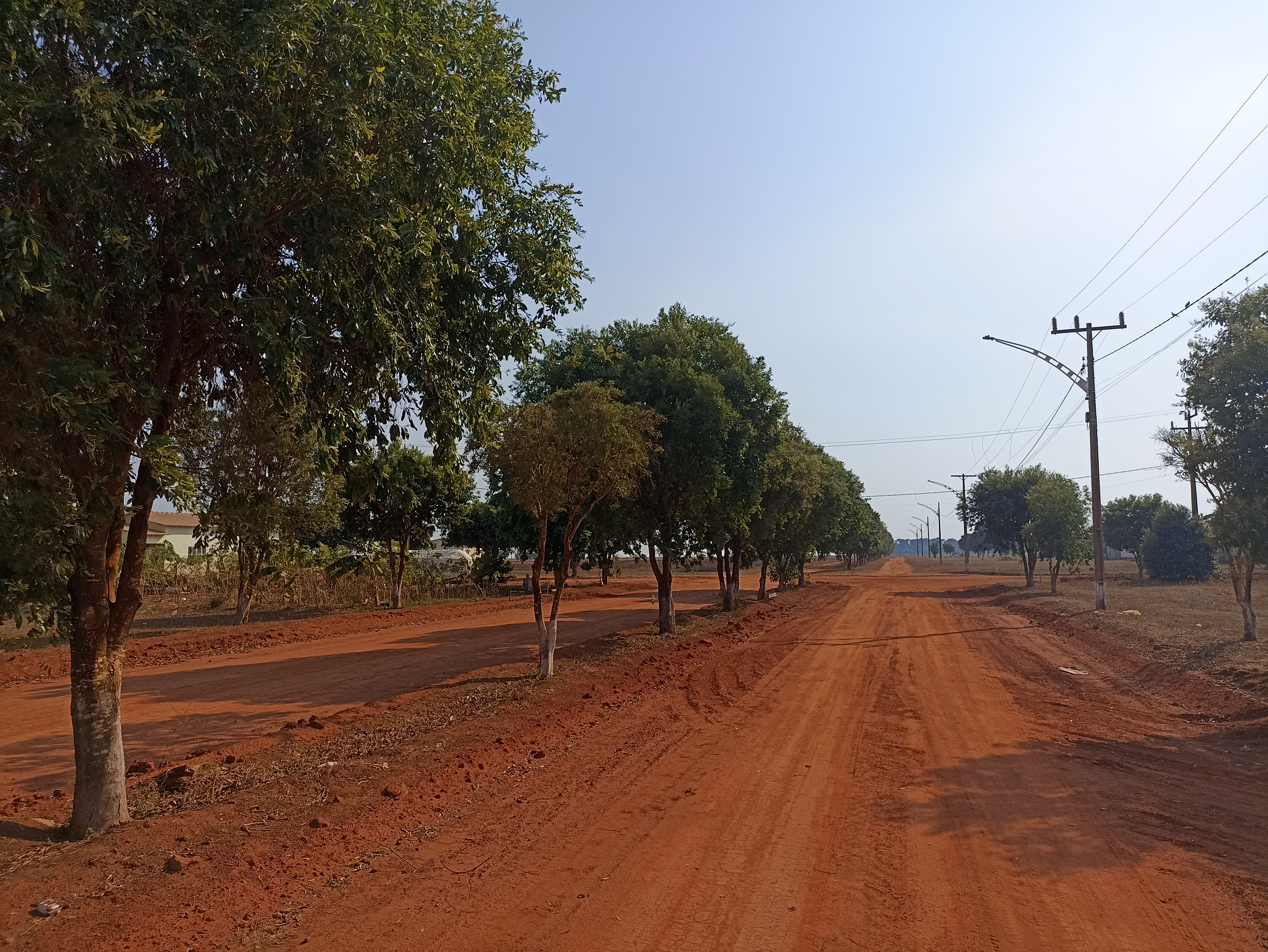
Distrito de Planalto do Araguaia

Em 29 de agosto de 1999, Um documento assinado por centenas de pessoas, proposto pelos líderes e endossado pelo povo apressou a decisão dos parlamentares mato-grossenses em criar esta nova unidade municipal.
No dia 2 de setembro de 1999, o desembargador Orlando de Almeida Perri, então presidente do TRE/MT, enviou o ofício de nº 218/99 ao presidente da Assembleia, deputado José Riva, onde comunicava que aquele Tribunal havia confirmava o resultado do plebiscito para a criação do município de São Bom Jesus do Araguaia.
Nas eleições municipais de 03 de outubro de 2000, a primeira do município, foi eleito Marco Aurélio Fullin como o primeiro prefeito da localidade.

## Economia
A economia do município está baseada na agricultura de subsistência e na pecuária do gado de corte e leiteiro.

## Divisões
Além da sede, o município de Bom Jesus do Araguaia possui os distritos de Planalto do Araguaia e Vila Campinas do Araguaia, todos a beira da rodovia BR-158. Ambos até o ano de 2024 não possuíam pavimentação em suas ruas. Em 2024 foi firmado parceria entre o Governo do Estado com a prefeitura para pavimentação asfáltica das ruas da Vila Campinas do Araguaia que ultrapassam o valor de 7 milhões.
Planalto do Araguaia foi criado oficialmente pela lei Nº230-2010 no dia 08/06/2010.

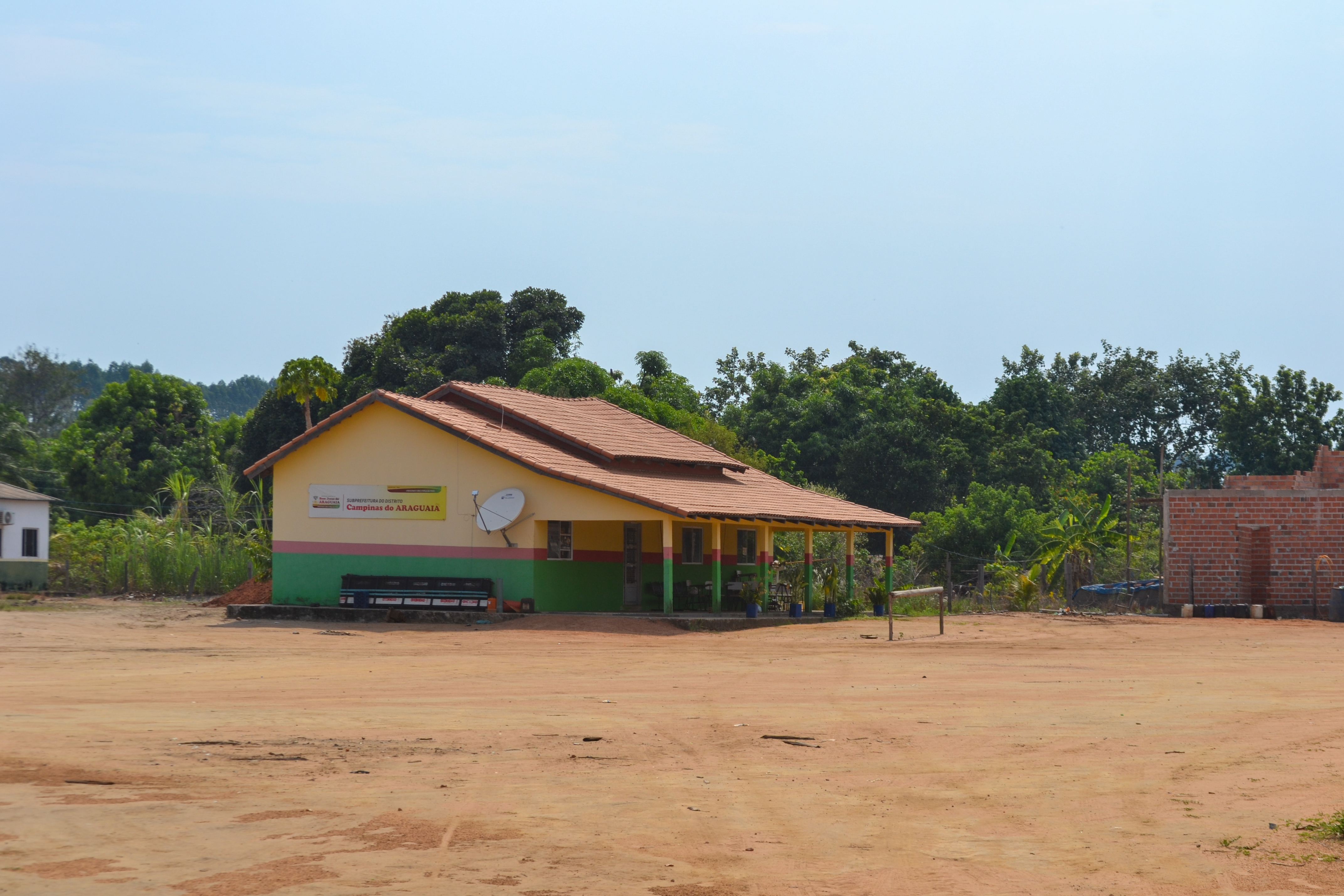
Sub Prefeitura Campinas do Araguaia

## Últimos prefeitos eleitos
| Ano  | Prefeito         | Partido | Votos | %     | Ref    |
| ---- | ---------------- | ------- | ----- | ----- | ------ |
| 2004 | Hercules Martins | PPS     | 943   | 47,2  | [ 15 ] |
| 2008 | Luiz Gaúcho      | DEM     | 1.448 | 96,73 | [ 16 ] |
| 2012 | Joel da JM       | PSDB    | 1.203 | 38,64 | [ 17 ] |
| 2016 | Joel da JM       | PSDB    | 1.967 | 52,83 | [ 18 ] |
| 2020 | Mansão           | PSB     | 1.507 | 45,21 | [ 19 ] |
| 2024 | Mansão           | PSB     | 3.578 | 89,85 | [ 20 ] |